# 대방광불화엄경 주본 권36
대방광불화엄경 주본 권36(大方廣佛華嚴經 周本 卷三十六)은 서울특별시 중구에 있는 고려시대의 불경이다. 
1981년 3월 18일 대한민국의 국보 제204호 대방광불화엄경 주본 권제36(大方廣佛華嚴經 周本 卷第三十六)으로 지정되었다가, 2010년 8월 25일 현재의 명칭으로 변경되었다.

## 개요
대방광불화엄경은 줄여서 ‘화엄경’이라고 한다. 부처와 중생이 둘이 아니라 하나라는 것을 기본사상으로 하고 있다. 화엄종의 근본경전으로 법화경과 함께 한국 불교사상 확립에 크게 영향을 끼친 불교경전 가운데 하나이다.
이 책은 당나라 실차난타(實叉難陀)가 번역한 『화엄경』 주본 80권 중 권36이다. 닥종이에 찍은 목판본으로 두루마리처럼 말아서 보관할 수 있도록 되어 있고, 크기는 세로 29.8㎝, 가로 1253.3㎝이다.
고려 숙종 때에 간행한『대방광불화엄경』진본 권4(보물 제685호)과 비교해 보면 글자와 목판이 약간 크며, 책머리에는 불경의 내용을 요약하여 그린 변상도(變相圖)가 있다. 이 변상도는 해인사에 있는 판본과 구도는 같지만 훨씬 정교하며 현재까지 알려진 것 중 가장 오래된 것으로 보인다.

## 갤러리

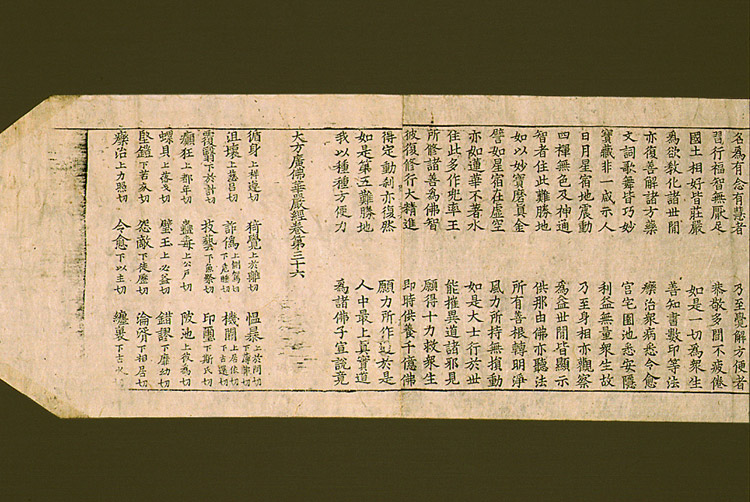
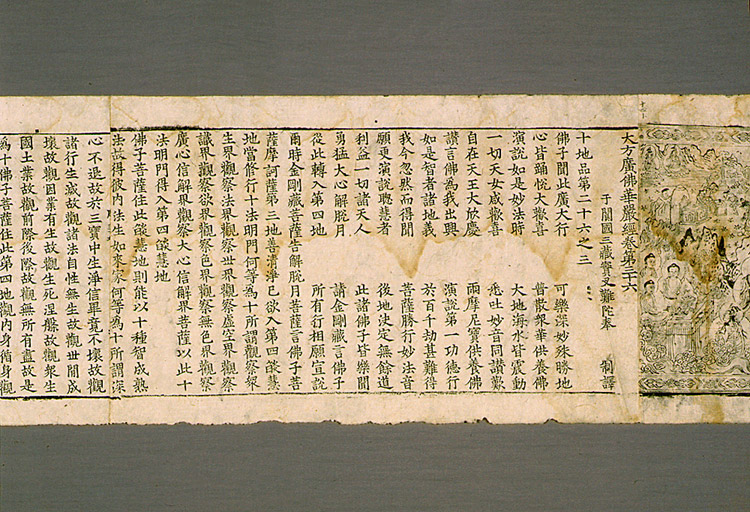
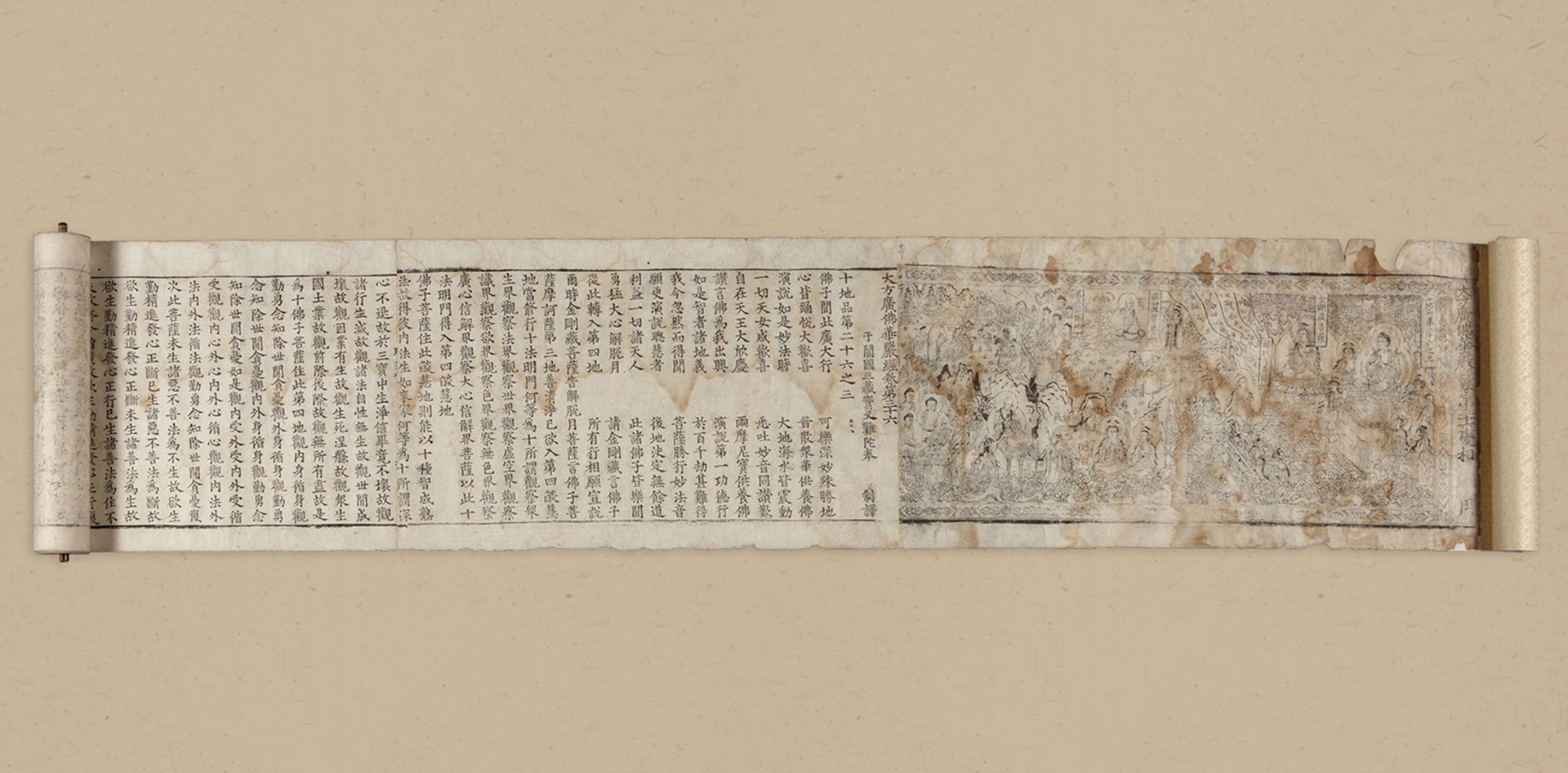

## 같이 보기
- 화엄경

## 참고 자료
- 대방광불화엄경 주본 권36 - 국가유산청 국가유산포털